# خاوی گونزالس (بازیکن فوتبال، زاده ۱۹۷۴)
خاوی گونزالس (انگلیسی: Javi González؛ زادهٔ ۲۲ مارس ۱۹۷۴) بازیکن فوتبال اهل اسپانیا است.
از باشگاه‌هایی که در آن بازی کرده‌است می‌توان به باشگاه فوتبال هرکولس، باشگاه فوتبال دپورتیوو آلاوس، باشگاه فوتبال اتلتیک بیلبائو، باشگاه فوتبال سلتاویگو، و باشگاه فوتبال اتلتیک بیلبائو بی اشاره کرد.